# Kelly Steen
Kelly Steen (Zandvoort, 4 februari 1997) is een voetbalspeelster uit Nederland. Ze speelt als doelverdediger voor Telstar.

## Carrière
Steen speelde in de jeugd bij SV Zandvoort. Vervolgens kwam ze drie jaar uit in de jeugd van Telstar. In 2017 stapte ze na twee jaar voor VV Alkmaar te hebben gekeept over naar PSV
Na vijf jaar in Eindhoven, waarin ze als derde keepster fungeerde, keerde Steen terug bij Telstar dat terugkeerde in de Vrouwen Eredivisie.
Op 18 september 2023 maakte Steen haar debuut voor Telstar in de Vrouwen Eredivisie in een uitwedstrijd tegen ADO Den Haag.  Sindsdien fungeert Steen als eerste keepster van Telstar.

## Statistieken
| Seizoen | Club       | Competitie | Competitie | Competitie | Beker | Beker | Overig | Overig | Totaal | Totaal |
| Seizoen | Club       | Competitie | Wed.       | Dlp.       | Wed.  | Dlp.  | Wed.   | Dlp.   | Wed.   | Dlp.   |
| ------- | ---------- | ---------- | ---------- | ---------- | ----- | ----- | ------ | ------ | ------ | ------ |
| 2015/16 | VV Alkmaar | Eredivisie | 4          | 0          | 0     | 0     | 0      | 0      | 4      | 0      |
| 2016/17 | VV Alkmaar | Eredivisie | 14         | 0          | 0     | 0     | 0      | 0      | 14     | 0      |
| 2017/18 | PSV        | Eredivisie | 1          | 0          | 0     | 0     | 0      | 0      | 1      | 0      |
| 2022/23 | Telstar    | Eredivisie | 20         | 0          | 1     | 0     | 0      | 0      | 21     | 0      |
| 2023/24 | Telstar    | Eredivisie | 11         | 0          | 0     | 0     | 0      | 0      | 11     | 0      |
| Totaal  | Totaal     | Totaal     | 50         | 0          | 0     | 0     | 0      | 0      | 50     | 0      |

Bijgewerkt t/m 8 januari 2024.

## Interlandcarrière
Kelly Steen is als jeugdinternational voor meerdere jeugdteams van Nederland uitgekomen. Voor Nederland onder 17 maakte Steen haar debuut op 22 oktober 2012.
Op 5 maart 2015 maakte Steen haar debuut voor Nederland onder 19 in een wedstrijd tegen de leeftijdsgenoten van Zwitserland. Steen kwam tot 5 wedstrijden voor het onder 19 team.